# Timi Garstang
Timi Garstang (ur. 21 lipca 1987) – lekkoatleta z Wysp Marshalla, sprinter, olimpijczyk.
Zawodnik reprezentował Wyspy Marshalla na igrzyskach w Londynie, startował w biegu na 100 m mężczyzn i odpadł w preeliminacjach z czasem 12,81, zajmując 29. miejsce.

## Rekordy życiowe
| Dystans            | Wynik | Miejsce | Data            |
| ------------------ | ----- | ------- | --------------- |
| bieg na 100 metrów | 12,56 | Cairns  | 29 czerwca 2012 |